# Shōnen (canção)
"Shōnen" (少年) é o décimo primeiro single da banda japonesa de rock Kuroyume, lançado em 19 de novembro de 1997 pela Toshiba EMI e incluído no álbum Corkscrew. É o single mais vendido do Kuroyume e sua canção mais conhecida em geral, apresentada em todos os shows desde então. A versão incluída em Corkscrew, chamada de "Shōnen -screw mix-" é levemente diferente do single. A canção foi usada no comercial do carro MOVE aerodown CUSTOM da Daihatsu.
Em 2011, Abingdon boys school fez um cover de "Shōnen" para o álbum de tributo ao Kuroyume Fuck the Border Line. Em 2009, Kiyoharu, como artista solo, regravou a canção e lançou no seu álbum de regravações do Kuroyume, Self Cover Album Medley.

## Desempenho comercial
O single alcançou a terceira posição nas paradas da Oricon Singles Chart, permanecendo na parada por treze semanas. Na Billboard, alcançou a décima terceira posição.
Em novembro de 1997, foi certificado disco de ouro pela RIAJ. Em janeiro de 1998 foi promovido a disco de platina por vender mais de 400.000 cópias.

## Faixas
Todas as letras escritas por Kiyoharu, todas as músicas compostas por Kuroyume.
| N.º            | Título                    | Duração |  |
| 1.             | "Shōnen" (少年)           | 5:26    |  |
| 2.             | "Merry X'mas, I Love You" | 4:18    |  |
| Duração total: | Duração total:            | 9:48    |  |

## Ficha técnica
- Kiyoharu - vocal
- Hitoki - baixo